# 4시 뉴스와 스포츠
《4시 뉴스와 스포츠》(4'CLOCK NEWS & SOPRTS)은 대한민국 KBS 2TV에서 매주 월요일 ~ 금요일 오후 4시 에 방송되었던 KBS 2TV의 뉴스와 스포츠 뉴스와 통합된 프로그램이다.

## 같이 보기
- 스포츠 스포츠
- KBS 3시 뉴스타임
- KBS 뉴스 4 (KBS 1TV)